# Attentato al King David Hotel
L'attentato al King David Hotel è stato un attentato terroristico perpetrato lunedì 22 luglio 1946 da parte del gruppo paramilitare sionista Irgun contro il quartier generale amministrativo delle autorità britanniche nel mandato di Palestina, ospitato nell'ala sud del King David Hotel di Gerusalemme. 91 persone di varia nazionalità rimasero uccise nell'esplosione ed altre 46 ferite.

## Descrizione
L'hotel era la sede degli uffici centrali delle autorità mandatorie britanniche in Palestina, principalmente il segretariato per il governo della Palestina ed il quartier generale delle forze armate britanniche in Palestina e Transgiordania. L'attacco aveva ottenuto al momento della pianificazione l'approvazione della Haganah, la principale organizzazione paramilitare sionista della Palestina, la quale in un secondo tempo ne ordinò l'annullamento, ordine che però non venne recapitato in tempo all'Irgun. L'attentato venne concepito come parte di una più ampia reazione all'operazione Agatha, ed è stato il più sanguinoso attacco diretto contro obiettivi britannici dell'intero periodo del mandato britannico in Palestina (1920–1948).
Camuffati da operai arabi e da inservienti, membri dell'Irgun piazzarono un ordigno nel seminterrato del palazzo principale dell'hotel, la cui ala sud come già ricordato ospitava uffici amministrativi e militari britannici. L'esplosione che ne seguì causò il crollo della metà occidentale dell'ala sud del King David. Vi furono vittime anche nella strada e negli edifici immediatamente circostanti l'hotel, per un totale di 137 tra morti e feriti.

## Vittime per nazionalità
Le 91 persone che persero la vita nell'attentato erano principalmente funzionari e impiegati del segretariato britannico, militari e membri dello staff dell'hotel. Per nazionalità, 41 di esse erano arabe, 28 britanniche, 17 ebree palestinesi, 2 armene, una russa, una greca e una egiziana.